# Visciano
Visciano là một đô thị ở tỉnh Napoli ở vùng Campania, cách khoảng 30 km về phía đông bắc của Napoli. Tại thời điểm ngày 31 tháng 12 năm 2004, đô thị này có dân số 4.607 người và diện tích là 10,9 km².
Visciano giáp các đô thị: Avella, Baiano, Casamarciano, Liveri, Marzano di Nola, Monteforte Irpino, Mugnano del Cardinale, Nola, Pago del Vallo di Lauro, Sperone, Taurano.